# 神奈川県立汲沢高等学校
神奈川県立汲沢高等学校（かながわけんりつぐみさわこうとうがっこう）は、神奈川県横浜市戸塚区汲沢町973にあった県立高等学校。通称グミ高。

## 概要
高校百校新設計画に基づき1979年4月に開校、第一期生180名入学。当初は旧戸塚区（現栄区）小菅ヶ谷町2084所在の仮校舎を使用していたが、1983年3月、汲沢町に完成した本校舎へ移転。2003年、横浜市栄区の県立豊田高校と組織統合、履修形式などが大幅に刷新され、神奈川県立横浜桜陽高等学校として新たに開校したが、校舎や諸設備はそのまま引き継がれている。
教育目標としては、「学力を高め、知性を磨く」、「心身を鍛え、人間性を育てる」、「個性を伸ばし、協調性を養う」の3点が掲げられる一方、3葉のイチョウを組み合わせた校章には、可能性を秘めた若者がここに集い、成長していくようにとの旨のメッセージが込められている。

## 規模
1986年度におけるクラス数は各学年とも12組、生徒数は男子754名女子865名総計1619名であった。生徒の居住地の内訳は、戸塚区内が約1400名、通学方法は徒歩と自転車が合計約750名、バスのみが570名であり、戸塚区外からの通学者は比較的少数であった。

## 学校行事
同年度における学校行事としては、5月上旬に生徒総会、同下旬に体育祭、7月中旬に球技大会と演劇教室、9月下旬に文化祭、11月上旬に修学旅行、同下旬に生徒総会、12月中旬に球技大会、同下旬にスキー教室、2月上旬にマラソン大会、3月中旬に球技大会、映画教室がそれぞれ実施されている。

## 課外活動
同年度の部活動としては以下の32の部が設けられていた。すなわち陸上競技、バスケット、バレー、硬式テニス、軟式テニス、卓球、ソフトボール、サッカー、野球、空手、バドミントン、ラグビー、柔道、山岳、剣道、バトントワリング、美術、演劇、映画研究、軽音楽、写真、科学、吹奏楽、青少年赤十字、華道、茶道、放送、合唱、文芸、生物、ＥＳＳ、漫画アニメである。
同好会としては、ダンスと園芸の二つが活動していた。

## 出身者
落語家の立川志の八が汲沢小学校、汲沢中学校から当校に進学している 。当校出身のプロサッカー選手としては、戸塚区内に練習場を置いていた横浜フリューゲルスのユースからトップチームに昇格、3シーズンにわたりプレーした後、Ｊリーグ加盟４チーム等で活動した井上雄幾、ベルマーレ平塚ユース出身で同トップチーム、横浜ＦＣ、山形、栃木でプレーした臼井幸平が挙げられる。